# Гильбертов кирпич
Гильбертов кирпич (или гильбертов куб) — топологическое пространство, названное в честь Давида Гильберта, гомеоморфное произведению счётного числа копий отрезков {\displaystyle [0,1]} (с топологией произведения). 

## Определение
Формально гильбертов кирпич — множество точек гильбертова пространства, координаты которых в некотором ортонормированном базисе удовлетворяют соотношениям {\displaystyle 0\leqslant x_{n}\leqslant a_{n}}, где a = {{\displaystyle {a_{n}}}} является точкой гильбертова пространства. Гильбертов кирпич является выпуклой оболочкой множества векторов, у которых некоторая координата равна нулю, либо {\displaystyle a_{n}} (вершины гильбертова кирпича). 

## Свойства
- По теореме Тихонова гильбертов кирпич компактен.
- Гильбертов кирпич является метризуемым, так как он гомеоморфен следующему подмножеству гильбертова пространства {\displaystyle \ell ^{2}}:
{\displaystyle \left[0,1\right]\times \left[0,{\tfrac {1}{2}}\right]\times \left[0,{\tfrac {1}{3}}\right]\times \dots ,}

то есть точками гильбертова кирпича являются бесконечные последовательности {\displaystyle \{x_{n}\}} гильбертова пространства {\displaystyle \ell ^{2}}, такие, что
{\displaystyle 0\leqslant x_{n}\leqslant {\frac {1}{n}}}.
- Гильбертов кирпич, вложенный в гильбертово пространство, имеет пустую внутренность, то есть он не содержит непустых открытых подмножеств.
- Гильбертов кирпич универсален для всех метризуемых компактов и для всех метризуемых сепарабельных пространств. То есть любое компактное (сепарабельное) метрическое пространство гомеоморфно подмножеству гильбертова кирпича.